# Paregle mystacea
Paregle mystacea är en tvåvingeart som först beskrevs av Daniel William Coquillett 1900.  Paregle mystacea ingår i släktet Paregle och familjen blomsterflugor. Inga underarter finns listade i Catalogue of Life.